# ألكسندر رادوجيفيتش
ألكسندر رادوجيفيتش مواليد 8 أغسطس 1976، هو لاعب كرة سلة بوسني سابق بدأ مسيرته الاحترافية في سنة 1999 حيث تم اختياره من قبل فريق تورونتو رابتورز خلال الدرافت لعب في الدوري المقدوني لكرة السلة. كان يلعب كلاعب وسط. يبلغ طوله 7 قدم 3 بوصة (2.2 م). اعتزل اللعب في 2012.

## المسيرة الاحترافية
لعب مع تورونتو رابتورز في موسم 1999–2000، ثم لعب مع دون بوسكو ليفورنو في سنة 2002، ثم لعب مع تليكوم باسكتس بون في موسم 2002–2003، ثم لعب مع يوتا جاز في موسم 2004–2005.

## روابط خارجية
- ألكسندر رادوجيفيتش على موقع الاتحاد الدولي لكرة السلة (الإنجليزية)
- ألكسندر رادوجيفيتش على موقع سبورتس رفرنس (الإنجليزية)
- ألكسندر رادوجيفيتش على موقع كرة السلة الأوروبية.كوم (الإنجليزية)
- ألكسندر رادوجيفيتش على موقع ريلجم (الإنجليزية)
- ألكسندر رادوجيفيتش على موقع بروبوليرز (الإنجليزية)
- ألكسندر رادوجيفيتش على موقع سبورتس رفرنس (الإنجليزية)